# Qairat Nurdäuletow
Qairat Schumabekuly Nurdäuletow (kasachisch Қайрат Жұмабекұлы Нұрдәулетов Qairat Jūmabekūly Nūrdäuletov, russisch Кайрат Жумабекович Нурдаулетов Kairat Schumabekowitsch Nurdauletow; * 6. November 1982 in Almaty) ist ein ehemaliger kasachischer Fußballspieler.

## Karriere
Seine aktive Laufbahn begann Qairat Nurdäuletow im Jahre 1999 bei seinem Heimatverein Qairat Almaty und wechselte für eine Saison zu Jessil Bogatyr Petropawl. Der defensive Mittelfeldspieler spielte von 2002 bis 2004 bei Ertis Pawlodar, mit dem er zwei Mal die kasachische Meisterschaft gewann. Die nächsten zwei Spielzeiten verbrachte er erneut in Almaty. Von 2007 bis 2009 stand er bei Tobol Qostanai unter Vertrag, mit dem er den kasachischen Pokal 2007 gewann. 2010 begann der Kasache bei Qairat Almaty und wechselte während der Saison zum Ligarivalen FK Astana.

## Nationalmannschaft
Qairat Nurdäuletow gab am 6. Juni 2003 sein Debüt in der kasachischen Nationalmannschaft. Er spielte in der Qualifikation zur EM 2008. Nachdem er unter Trainer Bernd Storck in der Qualifikation zur EM 2010 nicht berücksichtigt worden war, kam er nach dem Trainerwechsel unter Miroslav Beránek zu weiteren Einsätzen in der Qualifikation zur EM 2012 und WM 2014.

## Erfolge
- Kasachischer Meister: 2002, 2003, 2014
- Kasachischer Vizemeister: 2004, 2007, 2008
- Kasachischer Pokalsieger: 2007, 2010, 2012
- Fußballer des Jahres in Kasachstan: 2012